# Taekwondo en los Juegos Olímpicos
El taekwondo en los Juegos Olímpicos se realiza desde la edición de Sídney 2000, aunque fue deporte de exhibición en los Juegos de Seúl 1988 y Barcelona 1992. Son realizadas competiciones en ocho pruebas: cuatro categorías masculinas (–58 kg, –68 kg, –80 kg y +80 kg) y cuatro femeninas (–49 kg, –57 kg, –67 kg y +67 kg).
Tras el Campeonato Mundial, es la máxima competición internacional de taekwondo. Es organizado por el Comité Olímpico Internacional (COI), junto con la Federación Mundial de Taekwondo (WT).

## Ediciones
| Núm. | Año  | Sede                     | Instalación                                        |
| ---- | ---- | ------------------------ | -------------------------------------------------- |
| I    | 2000 | Sídney ( Australia)      | State Sports Centre                                |
| II   | 2004 | Atenas ( Grecia)         | Pabellón Deportivo de Faliro                       |
| III  | 2008 | Pekín ( China)           | Gimnasio de la Universidad de Ciencia y Tecnología |
| IV   | 2012 | Londres ( Reino Unido)   | ExCeL Exhibition Centre                            |
| V    | 2016 | Río de Janeiro ( Brasil) | Arena Carioca 3                                    |
| VI   | 2020 | Tokio ( Japón)           | Makuhari Messe – Pabellón A                        |
| VII  | 2024 | París ( Francia)         | Grand Palais                                       |

## Palmarés

### Masculino
–63 kg
| Núm. | Año  | Sede                       | Oro                                  | Plata                                         | Bronce                                                           |
| ---- | ---- | -------------------------- | ------------------------------------ | --------------------------------------------- | ---------------------------------------------------------------- |
| I    | 2000 | Sídney ( Australia)        | Mijalis Murutsos · Grecia            | Gabriel Esparza Pérez · España                | Huang Chih-Hsiung · China Taipéi                                 |
| II   | 2004 | Atenas · ( Grecia)         | Chu Mu-Yen · China Taipéi            | Óscar Salazar Blanco · México                 | Tamer Bayumi · Egipto                                            |
| III  | 2008 | Pekín ( China)             | Guillermo Pérez Sandoval · México    | Yulis Gabriel Mercedes · República Dominicana | Chu Mu-Yen · China Taipéi · Rohullah Nikpai · Afganistán         |
| IV   | 2012 | Londres ( Reino Unido)     | Joel González Bonilla · España       | Lee Dae-Hoon · Corea del Sur                  | Alexei Denisenko · Rusia · Óscar Muñoz Oviedo · Colombia         |
| V    | 2016 | Río de Janeiro · ( Brasil) | Zhao Shuai · República Popular China | Tawin Hanprab · Tailandia                     | Luisito Pie · República Dominicana · Kim Tae-Hun · Corea del Sur |
| VI   | 2020 | Tokio ( Japón)             | Vito Dell'Aquila · Italia            | Mohamed Jalil Yendubi · Túnez                 | Mijail Artamonov · ROC · Jang Jun · Corea del Sur                |
| VII  | 2024 | París ( Francia)           | Park Tae-Joon · Corea del Sur        | Qaşim Maqomedov · Azerbaiyán                  | Mohamed Jalil Yendubi · Túnez · Cyrian Ravet · Francia           |

–68 kg
| Núm. | Año  | Sede                       | Oro                           | Plata                            | Bronce                                                            |
| ---- | ---- | -------------------------- | ----------------------------- | -------------------------------- | ----------------------------------------------------------------- |
| I    | 2000 | Sídney ( Australia)        | Steven López · Estados Unidos | Sin Joon-Sik · Corea del Sur     | Hadi Saei · Irán                                                  |
| II   | 2004 | Atenas · ( Grecia)         | Hadi Saei · Irán              | Huang Chih-Hsiung · China Taipéi | Song Myeong-Seob · Corea del Sur                                  |
| III  | 2008 | Pekín ( China)             | Son Tae-Jin · Corea del Sur   | Mark López · Estados Unidos      | Servet Tazegül · Turquía · Sung Yu-Chi · China Taipéi             |
| IV   | 2012 | Londres ( Reino Unido)     | Servet Tazegül · Turquía      | Mohamad Bagheri Motamed · Irán   | Terrence Jennings · Estados Unidos · Rohullah Nikpai · Afganistán |
| V    | 2016 | Río de Janeiro · ( Brasil) | Ahmad Abugaush · Jordania     | Alexei Denisenko · Rusia         | Joel González Bonilla · España · Lee Dae-Hoon · Corea del Sur     |
| VI   | 2020 | Tokio ( Japón)             | Ulugbek Rashitov · Uzbekistán | Bradly Sinden · Reino Unido      | Hakan Reçber · Turquía · Zhao Shuai · República Popular China     |
| VII  | 2024 | París ( Francia)           | Ulugbek Rashitov · Uzbekistán | Zaid Karim · Jordania            | Liang Yushuai · República Popular China · Edival Pontes · Brasil  |

–80 kg
| Núm. | Año  | Sede                       | Oro                                   | Plata                         | Bronce                                                            |
| ---- | ---- | -------------------------- | ------------------------------------- | ----------------------------- | ----------------------------------------------------------------- |
| I    | 2000 | Sídney ( Australia)        | Ángel Matos Fuentes · Cuba            | Faissal Ebnoutalib · Alemania | Víctor Estrada Garibay · México                                   |
| II   | 2004 | Atenas · ( Grecia)         | Steven López · Estados Unidos         | Bahri Tanrıkulu · Turquía     | Yusef Karami · Irán                                               |
| III  | 2008 | Pekín ( China)             | Hadi Saei · Irán                      | Mauro Sarmiento · Italia      | Steven López · Estados Unidos · Zhu Guo · República Popular China |
| IV   | 2012 | Londres ( Reino Unido)     | Sebastián Crismanich · Argentina      | Nicolás García Hemme · España | Lutalo Muhammad · Reino Unido · Mauro Sarmiento · Italia          |
| V    | 2016 | Río de Janeiro · ( Brasil) | Cheick Sallah Cissé · Costa de Marfil | Lutalo Muhammad · Reino Unido | Usama Ueslati · Túnez · Milad Beigi Hərçəqani · Azerbaiyán        |
| VI   | 2020 | Tokio ( Japón)             | Maxim Jramtsov · ROC                  | Saleh El-Sharabati · Jordania | Toni Kanaet · Croacia · Seif Isa · Egipto                         |
| VII  | 2024 | París ( Francia)           | Firas Katusi · Túnez                  | Mehran Barjordari · Irán      | Simone Alessio · Italia · Edi Hrnic · Dinamarca                   |

+80 kg
| Núm. | Año  | Sede                       | Oro                           | Plata                                     | Bronce                                                              |
| ---- | ---- | -------------------------- | ----------------------------- | ----------------------------------------- | ------------------------------------------------------------------- |
| I    | 2000 | Sídney ( Australia)        | Kim Kyong-Hun · Corea del Sur | Daniel Trenton · Australia                | Pascal Gentil · Francia                                             |
| II   | 2004 | Atenas · ( Grecia)         | Moon Dae-Sung · Corea del Sur | Aléxandros Nikolaídis · Grecia            | Pascal Gentil · Francia                                             |
| III  | 2008 | Pekín ( China)             | Cha Dong-Min · Corea del Sur  | Aléxandros Nikolaídis · Grecia            | Arman Shilmanov · Kazajistán · Chika Chukwumerije · Nigeria         |
| IV   | 2012 | Londres ( Reino Unido)     | Carlo Molfetta · Italia       | Anthony Obame · Gabón                     | Robelis Despaigne · Cuba · Liu Xiaobo · República Popular China     |
| V    | 2016 | Río de Janeiro · ( Brasil) | Radik İsayev · Azerbaiyán     | Abdoulrazak Issoufou · Níger              | Maicon Siqueira · Brasil · Cha Dong-Min · Corea del Sur             |
| VI   | 2020 | Tokio ( Japón)             | Vladislav Larin · ROC         | Deyan Gueorguievski · Macedonia del Norte | In Kyo-Don · Corea del Sur · Rafael Alba Castillo · Cuba            |
| VII  | 2024 | París ( Francia)           | Arian Salimi · Irán           | Caden Cunningham · Reino Unido            | Rafael Alba Castillo · Cuba · Cheick Sallah Cissé · Costa de Marfil |

### Femenino
–49 kg
| Núm. | Año  | Sede                       | Oro                                 | Plata                              | Bronce                                                        |
| ---- | ---- | -------------------------- | ----------------------------------- | ---------------------------------- | ------------------------------------------------------------- |
| I    | 2000 | Sídney ( Australia)        | Lauren Burns · Australia            | Urbia Meléndez Rodríguez · Cuba    | Chi Shu-Ju · China Taipéi                                     |
| II   | 2004 | Atenas · ( Grecia)         | Chen Shih-Hsin · China Taipéi       | Yanelis Labrada Díaz · Cuba        | Yaowapa Boorapolchai · Tailandia                              |
| III  | 2008 | Pekín ( China)             | Wu Jingyu · República Popular China | Buttree Puedpong · Tailandia       | Daynellis Montejo · Cuba · Dalia Contreras Rivero · Venezuela |
| IV   | 2012 | Londres ( Reino Unido)     | Wu Jingyu · República Popular China | Brigitte Yagüe · España            | Chanatip Sonkham · Tailandia · Lucija Zaninović · Croacia     |
| V    | 2016 | Río de Janeiro · ( Brasil) | Kim So-Hui · Corea del Sur          | Tijana Bogdanović · Serbia         | Azerbaiyán · Panipak Wongpattanakit · Tailandia               |
| VI   | 2020 | Tokio ( Japón)             | Panipak Wongpattanakit · Tailandia  | Adriana Cerezo · España            | Abishag Samberg · Israel · Tijana Bogdanović · Serbia         |
| VII  | 2024 | París ( Francia)           | Panipak Wongpattanakit · Tailandia  | Guo Qing · República Popular China | Lena Stojković · Croacia · Mobina Nematzadeh · Irán           |

–57 kg
| Núm. | Año  | Sede                       | Oro                                 | Plata                                | Bronce                                                     |
| ---- | ---- | -------------------------- | ----------------------------------- | ------------------------------------ | ---------------------------------------------------------- |
| I    | 2000 | Sídney ( Australia)        | Jung Jae-Eun · Corea del Sur        | Trần Hiếu Ngân · Vietnam             | Hamide Bıkçın · Turquía                                    |
| II   | 2004 | Atenas · ( Grecia)         | Jang Ji-Won · Corea del Sur         | Nia Abdallah · Estados Unidos        | Iridia Salazar Blanco · México                             |
| III  | 2008 | Pekín ( China)             | Lim Su-Jeong · Corea del Sur        | Azize Tanrıkulu · Turquía            | Martina Zubčić · Croacia · Diana López · Estados Unidos    |
| IV   | 2012 | Londres ( Reino Unido)     | Jade Jones · Reino Unido            | Hou Yuzhuo · República Popular China | Marlène Harnois · Francia · Tseng Li-Cheng · China Taipéi  |
| V    | 2016 | Río de Janeiro · ( Brasil) | Jade Jones · Reino Unido            | Eva Calvo Gómez · España             | Hedaya Malak · Egipto · Kimia Alizadeh · Irán              |
| VI   | 2020 | Tokio ( Japón)             | Anastasija Zolotic · Estados Unidos | Tatiana Minina · Rusia               | Lo Chia-Ling · China Taipéi · Hatice Kübra İlgün · Turquía |
| VII  | 2024 | París ( Francia)           | Kim Yu-Jin · Corea del Sur          | Nahid Kiani · Irán                   | Skylar Park · Canadá · Kimia Alizadeh · Bulgaria           |

–67 kg
| Núm. | Año  | Sede                       | Oro                               | Plata                         | Bronce                                                      |
| ---- | ---- | -------------------------- | --------------------------------- | ----------------------------- | ----------------------------------------------------------- |
| I    | 2000 | Sídney ( Australia)        | Lee Sun-Hee · Corea del Sur       | Trude Gundersen · Noruega     | Yoriko Okamoto · Japón                                      |
| II   | 2004 | Atenas · ( Grecia)         | Luo Wei · República Popular China | Elisávet Mystakidu · Grecia   | Hwang Kyung-Sun · Corea del Sur                             |
| III  | 2008 | Pekín ( China)             | Hwang Kyung-Seon · Corea del Sur  | Karine Sergerie · Canadá      | Gwladys Épangue · Francia · Sandra Šarić · Croacia          |
| IV   | 2012 | Londres ( Reino Unido)     | Hwang Kyung-Seon · Corea del Sur  | Nur Tatar · Turquía           | Paige McPherson · Estados Unidos · Helena Fromm · Alemania  |
| V    | 2016 | Río de Janeiro · ( Brasil) | Oh Hye-Ri · Corea del Sur         | Haby Niaré · Francia          | Ruth Gbagbi · Costa de Marfil · Nur Tatar · Turquía         |
| VI   | 2020 | Tokio ( Japón)             | Matea Jelić · Croacia             | Lauren Williams · Reino Unido | Ruth Gbagbi · Costa de Marfil · Hedaya Wahba · Egipto       |
| VII  | 2024 | París ( Francia)           | Viviana Márton · Hungría          | Aleksandra Perišić · Serbia   | Kristina Teachout · Estados Unidos · Sarah Chaari · Bélgica |

+67 kg
| Núm. | Año  | Sede                       | Oro                                    | Plata                               | Bronce                                                                |
| ---- | ---- | -------------------------- | -------------------------------------- | ----------------------------------- | --------------------------------------------------------------------- |
| I    | 2000 | Sídney ( Australia)        | Chen Zhong · República Popular China   | Natalia Ivanova · Rusia             | Dominique Bosshart · Canadá                                           |
| II   | 2004 | Atenas · ( Grecia)         | Chen Zhong · República Popular China   | Myriam Baverel · Francia            | Adriana Carmona Gutiérrez · Venezuela                                 |
| III  | 2008 | Pekín ( China)             | María del Rosario Espinoza · México    | Nina Solheim · Noruega              | Natália Falavigna · Brasil · Sarah Stevenson · Reino Unido            |
| IV   | 2012 | Londres ( Reino Unido)     | Milica Mandić · Serbia                 | Anne-Caroline Graffe · Francia      | Anastasiya Baryshnikova · Rusia · María del Rosario Espinoza · México |
| V    | 2016 | Río de Janeiro · ( Brasil) | Zheng Shuyin · República Popular China | María del Rosario Espinoza · México | Bianca Walkden · Reino Unido · Jacqueline Galloway · Estados Unidos   |
| VI   | 2020 | Tokio ( Japón)             | Milica Mandić · Serbia                 | Lee Da-Bin · Corea del Sur          | Althea Laurin · Francia · Bianca Walkden · Reino Unido                |
| VII  | 2024 | París ( Francia)           | Althéa Laurin · Francia                | Svetlana Osipova · Uzbekistán       | Lee Da-Bin · Corea del Sur · Nafia Kuş · Turquía                      |

## Medallero histórico
- Actualizado a París 2024.

| Núm. | País                    | Oro | Plata | Bronce | Total |
| ---- | ----------------------- | --- | ----- | ------ | ----- |
| 1    | Corea del Sur           | 14  | 3     | 8      | 25    |
| 2    | República Popular China | 7   | 2     | 4      | 13    |
| 3    | Irán                    | 3   | 3     | 4      | 10    |
| 4    | Estados Unidos          | 3   | 2     | 6      | 11    |
| 5    | Reino Unido             | 2   | 4     | 4      | 10    |
| 6    | Rusia                   | 2   | 3     | 3      | 8     |
| 7    | México                  | 2   | 2     | 3      | 7     |
| 7    | Tailandia               | 2   | 2     | 3      | 7     |
| 9    | Serbia                  | 2   | 2     | 1      | 5     |
| 10   | China Taipéi            | 2   | 1     | 6      | 9     |
| 11   | Italia                  | 2   | 1     | 2      | 5     |
| 12   | Uzbekistán              | 2   | 1     | 0      | 3     |
| 13   | España                  | 1   | 5     | 1      | 7     |
| 14   | Francia                 | 1   | 3     | 6      | 10    |
| 14   | Turquía                 | 1   | 3     | 6      | 10    |
| 16   | Grecia                  | 1   | 3     | 0      | 4     |
| 17   | Cuba                    | 1   | 2     | 4      | 7     |
| 18   | Jordania                | 1   | 2     | 0      | 3     |
| 19   | Azerbaiyán              | 1   | 1     | 2      | 4     |
| 19   | Túnez                   | 1   | 1     | 2      | 4     |
| 21   | Australia               | 1   | 1     | 0      | 2     |
| 22   | Croacia                 | 1   | 0     | 5      | 6     |
| 23   | Costa de Marfil         | 1   | 0     | 3      | 4     |
| 24   | Argentina               | 1   | 0     | 0      | 1     |
| 24   | Hungría                 | 1   | 0     | 0      | 1     |
| 26   | Noruega                 | 0   | 2     | 0      | 2     |
| 27   | Canadá                  | 0   | 1     | 2      | 3     |
| 28   | Alemania                | 0   | 1     | 1      | 2     |
| 28   | República Dominicana    | 0   | 1     | 1      | 2     |
| 30   | Gabón                   | 0   | 1     | 0      | 1     |
| 30   | Macedonia del Norte     | 0   | 1     | 0      | 1     |
| 30   | Níger                   | 0   | 1     | 0      | 1     |
| 30   | Vietnam                 | 0   | 1     | 0      | 1     |
| 34   | Egipto                  | 0   | 0     | 4      | 4     |
| 35   | Brasil                  | 0   | 0     | 3      | 3     |
| 36   | Afganistán              | 0   | 0     | 2      | 2     |
| 36   | Venezuela               | 0   | 0     | 2      | 2     |
| 38   | Bélgica                 | 0   | 0     | 1      | 1     |
| 38   | Bulgaria                | 0   | 0     | 1      | 1     |
| 38   | Colombia                | 0   | 0     | 1      | 1     |
| 38   | Dinamarca               | 0   | 0     | 1      | 1     |
| 38   | Israel                  | 0   | 0     | 1      | 1     |
| 38   | Japón                   | 0   | 0     | 1      | 1     |
| 38   | Kazajistán              | 0   | 0     | 1      | 1     |
| 38   | Nigeria                 | 0   | 0     | 1      | 1     |
|      | TOTAL                   | 56  | 56    | 96     | 208   |

## Deportistas con más medallas
- Actualizado hasta Tokio 2020

### Hombres
| N.º | Deportista            | País           | Años      | Oro | Plata | Bronce | Total |
| --- | --------------------- | -------------- | --------- | --- | ----- | ------ | ----- |
| 1   | Hadi Saei             | Irán           | 2000–2008 | 2   | 0     | 1      | 3     |
| 1   | Steven López          | Estados Unidos | 2000–2008 | 2   | 0     | 1      | 3     |
| 3   | Chu Mu-Yen            | China Taipéi   | 2004–2008 | 1   | 0     | 1      | 2     |
| 3   | Servet Tazegül        | Turquía        | 2008–2012 | 1   | 0     | 1      | 2     |
| 3   | Cha Dong-Min          | Corea del Sur  | 2008–2016 | 1   | 0     | 1      | 2     |
| 3   | Joel González Bonilla | España         | 2012–2016 | 1   | 0     | 1      | 2     |
| 3   | Zhao Shuai            | China          | 2016–2020 | 1   | 0     | 1      | 2     |
| 8   | Aléxandros Nikolaídis | Grecia         | 2004–2008 | 0   | 2     | 0      | 2     |
| 9   | Huang Chih-Hsiung     | China Taipéi   | 2000–2004 | 0   | 1     | 1      | 2     |
| 9   | Mauro Sarmiento       | Italia         | 2008–2012 | 0   | 1     | 1      | 2     |
| 9   | Lee Dae-Hoon          | Corea del Sur  | 2012–2016 | 0   | 1     | 1      | 2     |
| 9   | Lutalo Muhammad       | Reino Unido    | 2012–2016 | 0   | 1     | 1      | 2     |
| 9   | Alexei Denisenko      | Rusia          | 2012–2016 | 0   | 1     | 1      | 2     |

### Mujeres
| Núm. | Deportista                 | País          | Años      | Oro | Plata | Bronce | Total |
| ---- | -------------------------- | ------------- | --------- | --- | ----- | ------ | ----- |
| 1    | Hwang Kyung-Seon           | Corea del Sur | 2004–2012 | 2   | 0     | 1      | 3     |
| 1    | Panipak Wongpattanakit     | Tailandia     | 2016–2024 | 2   | 0     | 1      | 3     |
| 3    | Chen Zhong                 | China         | 2000–2004 | 2   | 0     | 0      | 2     |
| 3    | Wu Jingyu                  | China         | 2008–2012 | 2   | 0     | 0      | 2     |
| 3    | Jade Jones                 | Reino Unido   | 2012–2016 | 2   | 0     | 0      | 2     |
| 3    | Milica Mandić              | Serbia        | 2012–2020 | 2   | 0     | 0      | 2     |
| 7    | María del Rosario Espinoza | México        | 2008–2016 | 1   | 1     | 1      | 3     |
| 8    | Nur Tatar                  | Turquía       | 2012–2016 | 0   | 1     | 1      | 2     |
| 8    | Tijana Bogdanović          | Serbia        | 2016–2020 | 0   | 1     | 1      | 2     |